# دروازه پیر شبیب
دروازه پیر شبیب بنایی مربوط به دوران قاجاریه می‌باشد که در داخل شهر جهرم واقع شده‌است. 

## معماری بنا
این بنا دارای دالانی با سقف گنبدی است که عرقچین و مقرنس کاری پوشش درونی آن را تشکیل می‌دهد که توسط حسین آرزو بنا شد. ارتفاع گنبد تا کف موجود ۵ متر می‌باشد بر فراز این دروازه کتیبه ای تعبیه شده که تاریخ ۱۲۶۸ ه‍.ق بر روی آن حک شده‌است. در طرف راست این اثر نیز دو فضای چلیپا شکلی وجود دارد که به امامزاده پیر شبیب مشهور است.